# Piratkørsel
 Der er for få eller ingen kildehenvisninger i denne artikel, hvilket er et problem. Du kan hjælpe ved at angive troværdige kilder til de påstande, som fremføres i artiklen.

Piratkørsel dækker over kørsel i køretøjer for fremmed regning, hvor især selve kørslen enten ikke er i overensstemmelse med lovgivningen, eller ikke udføres af en vognmand med den fornødne tilladelse hertil. 
Piratkørsel som helhed giver en skævvridning af konkurrencevilkårene på markedet, hvor piratkørslen giver anledning til en stærkt reduceret transportpris og et oppustet falskt udbud, opnået ved ikke at følge gældende krav til tilladelser, etablering, certificering, uddannelse, skatte/afgiftsbetaling osv..
Piratkørsel kan forekomme ved bl.a. andet taxikørsel, kurerkørsel, buskørsel og lastbilkørsel. 
Piratkørsel er især i tiden fra 2012 blevet kædet sammen med social dumping på markedet for  lastbiltransport.   
De to arbejdsmarkedsorganisationer (3F Transportgruppen og DTL - Danske Vognmænd), der repræsenterer henholdsvis lønmodtagere og arbejdsgivere i transportbranchen, samarbejder om at få problemerne med piratkørslen på den politiske dagsorden.
I forbindelse med at 3F og DTL udgav en rapport om cabotagekørsel i august 2012, tog de to organisationer begrebet piratkørsel til sig. Tidligere anvendtes begrebet "vejpirater" fra især 3F's side. 
Piratkørsel og transport på kant med reglerne har store sociale konsekvenser for de ansatte og øvrige aktører i erhvervet. 
Om disse konsekvenser har COWI lavet en rapport Sideveje i dansk transport , der udkom i marts 2016.

## Pirattaxi
Pirattaxi er en hverdagsbenævnelse for ikke-godkendt transportvirksomhed mod betaling. Som oftest udføres turen med privat personbil, og kører parallelt med den legale taxivirksomhed i et land. Denne ubeskattede virksomhed er kriminel i de fleste lande.
I Danmark og resten af verden er især kørselstjenesten Uber i disse år eksponent for en diskussion om piratkørsel i taxibranchen.
Københavns Politi har frem til 29. marts 2016 sigtet 37 Uber-chauffører. Seks af chaufførerne er tiltalt, og de første sager kom for retten 26. april 2016.
Det lykkedes ikke Københavns Byret at komme med en endelig afgørelse den 26. april 2016. Sagen genoptages 17. juni 2016.
Domsafsigelsen over de 6 tiltalte Uber-chauffører blev den 17 juni 2016 igen udsat. Man forventer en endelig offentliggørelse af afgørelsen 8. juli 2016. 
Politiet opfordrer almenheden til også for egen skyld at afstå fra at køre med pirattaxi, eftersom mange pirattaxirejsende udsættes for røveri.
Ifølge Ordbog over det danske Sprog skulle udtrykket piratkørsel dukke op ca. i 1950 og i første omgang være kædet sammen med "hyrevognskørsel uden tilladelse". Desuden kan pirat- bruges som førsteled i et sammensat ord om en virksomhedsform der ikke agerer i overensstemmelse med lovgivningen.